# 魔法の絨毯

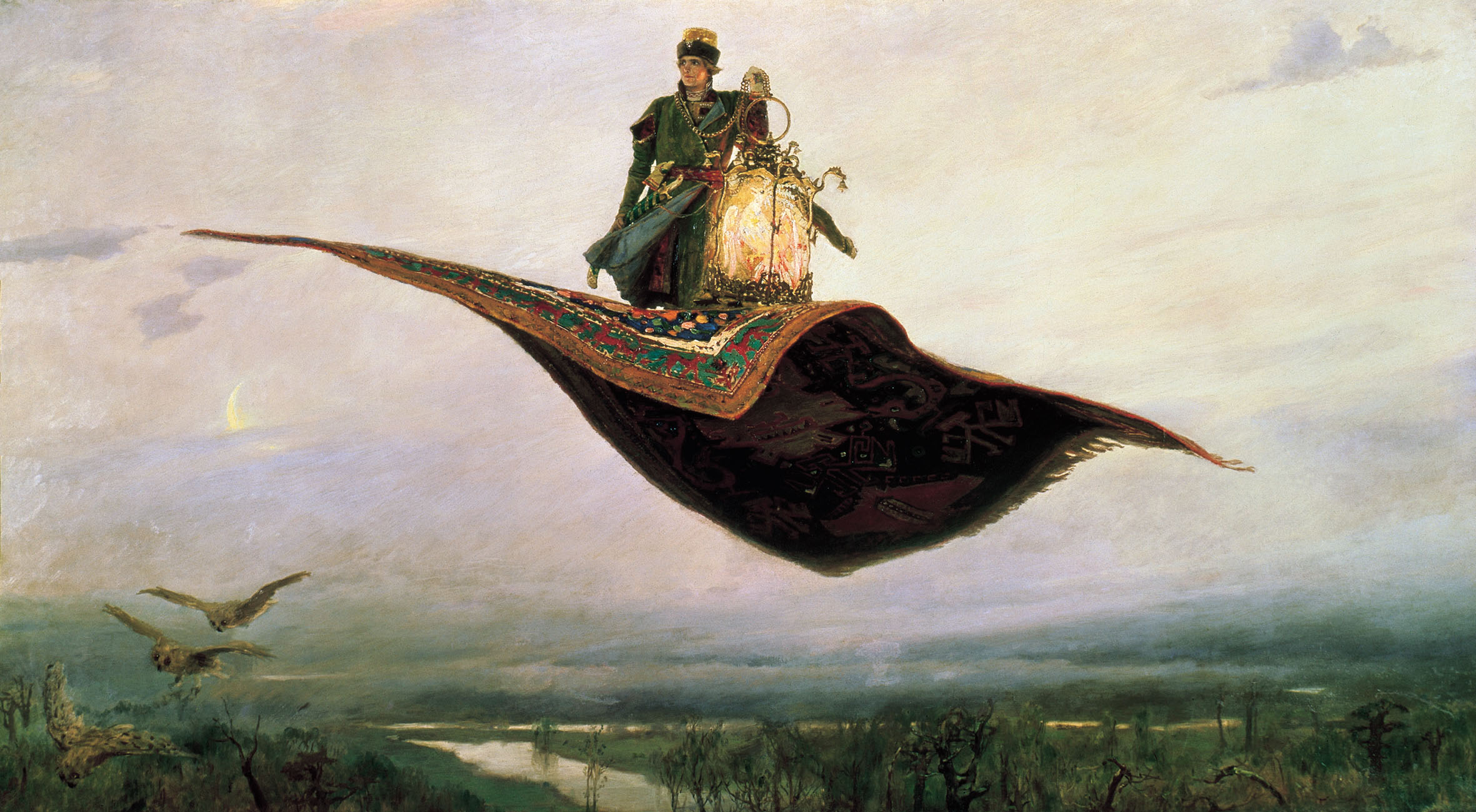
ヴィクトル・ヴァスネツォフによる魔法の絨毯の絵

魔法の絨毯（まほうのじゅうたん）とは物語や童話に登場する架空の絨毯。空飛ぶ絨毯とも呼ばれ、登場人物を目的地に速やかに輸送する便利な道具として使われることが多い。
また遊園地にはこの魔法の絨毯に由来する「マジック・カーペット」という絶叫マシンを設置しているところもある。
このほか、サンフランシスコ市営鉄道は1939年に高性能かつ低騒音という理由から魔法の絨毯を意味する「マジックカーペット」という名の路面電車を導入している。

## 文学における魔法の絨毯
西洋において、魔法の絨毯は『千夜一夜物語』の人気によって広く知られるようになった。千夜一夜物語で魔法の絨毯が登場するのはガラン版では「アフマッド王子と妖精パリ・バヌー」（L'histoire du Prince Ahmed et de la fée Pari-Banou）、マルドリュス版では「ヌレンナハール姫と美しい魔女の物語」である。
古代イスラエルのソロモン王の魔法の絨毯は絹製で緑色の生地に金色の横糸が入っていたという記述がある。縦横60マイル（約90km）という巨大なものであり、王が絨毯に座ると風を捕まえて浮かび上がり、ダマスカスで朝食をとったあとにメディア（現在のイランやアフガニスタン）で夕食をとることができたという。ソロモン王は風を見事に操り目的地に向かい、時には魔法の絨毯をひと振りするだけで4万人もの人を死に至らしめた。また飛行中は鳥が絨毯の上空を飛び日差しからソロモン王を守ったという。
ロシアの民話では、バーバ・ヤーガという妖怪が、主人公に行く先を知らせて転がるボールや、橋に変わるタオルといった魔法の道具と一緒にこの魔法の絨毯をイワンに渡すというストーリーがある。これらの道具は物語が進む上で主人公の大きな助けになっていることが多く、ロシアの画家ヴィクトル・ヴァスネツォフはこれらのストーリーに影響を受けたと思われる魔法の絨毯の絵を残している。

## 魔法の絨毯が登場する作品

### 小説
- 千夜一夜物語
- アブダラと空飛ぶ絨毯（「魔法使いハウルと火の悪魔」の姉妹編）
- 火の鳥と魔法のじゅうたん（英語版）（イーディス・ネズビット作「砂の妖精三部作」2作目）

### 映画・ドラマ
- ひょっこりひょうたん島
- フェニックスと魔法のじゅうたん（上記「火の鳥と魔法のじゅうたん」ドラマ化作品）
- 魔法戦隊マジレンジャー

### 漫画・アニメ
- アラジン
- 怪物くん
- ドラえもん
  - ドラえもん のび太の魔界大冒険
  - ドラえもん のび太のドラビアンナイト
  - ザ☆ドラえもんズ 怪盗ドラパン謎の挑戦状!
- ハクション大魔王
- はるか遠き国の物語
- MÄR
- マギ (漫画)
- ちいさなプリンセス ソフィア
- 魔法つかいプリキュア!
- それいけ!アンパンマン

### ゲーム
- ウルティマ（V、VII）
- ドラゴンクエストシリーズ
  - ドラゴンクエストV 天空の花嫁
  - ドラゴンクエストVI 幻の大地
  - ドラゴンクエストVII エデンの戦士たち
- バベルの塔
- ゼルダの伝説 時のオカリナ
- ワリオランドアドバンス ヨーキのお宝
- ツイステッドワンダーランド

### テレビ番組
- 魔法のじゅうたん